# Patty McCormack
Patty McCormack, född Patricia Ellen Russo 21 augusti 1945 i Brooklyn, New York, är en amerikansk skådespelerska och sångerska.

## Roller i urval
- 1956 – Det onda arvet
- 1960 – Huckleberry Finns äventyr
- 1968 – Unga desperados
- 1975 – Det får inte vara sant
- 1979–1980 – The Ropers (TV-serie) (28 avsnitt)
- 1987–1988 – Mord och inga visor (TV-serie) (2 avsnitt)
- 2000–2006 – Sopranos (TV-serie) (5 avsnitt)
- 2008 – Frost/Nixon
- 2012 – The Master
- 2020 – Hawaii Five-0 (TV-serie) (1 avsnitt)